# Солунска българска мъжка гимназия
Солунската българска мъжка гимназия „Св. св. Кирил и Методий“ е първата българска мъжка гимназия в Македония. Тя е един от най-значителните български просветни центрове в Македония и Одринско. Гимназията е основана през есента на 1880 година в град Солун, където съществува до 1913 година. Наследник на Солунската българска мъжка гимназия е Националната хуманитарна гимназия „Св. св. Кирил и Методий“ в Благоевград, Пиринска Македония, България.

## История

### Създаване на гимназията
След Априлското въстание от 1876 година и последвалите в 1877–1879 година събития (Руско-турската война 1877–1878, Кресненско-Разложкото въстание и други) българското просветно дело в Македония претърпява редица удари. Като се възползват от антибългарските настроения на управляващите, гръцките владици успяват да затворят немалко български училища и да върнат гръцкия език в много български църкви, а част от българската интелигенция се изселва в Княжество България или Източна Румелия. Въпреки това, българските просветни дейци продължават своята дейност, подкрепяни от местните български общини, Българската екзархия и новосъздадената българска държава. При тази трудна обстановка положението в Солун е сравнително по-спокойно. Наличието на чуждестранни консули и представителства ограничават до известна степен режима на турската власт. Този факт сам по себе си се изтъква като довод за отваряне на българско средно училище в Македония по подобие на тези в София и Пловдив.
В 1880 година в Османската империя се приема Закон за вилаетите, който отнема част от възможностите на гръцките владици да контролират българските училища. През лятото на 1880 година, използвайки новите условия, възрожденският деятел Кузман Шапкарев подготвя цялостен план за учебното дело в Македония. Според този план, център на просветното дело трябва да бъде столицата на географската област Македония – Солун. Там трябва да се основат по една пълна мъжка и девическа гимназия с пансиони при тях. Непосредствено преди откриването им в Македония съществуват 667 основни български училища с 949 учители и 36 623 ученици. Основна пречка пред Шапкарев е възражението на Екзархията за Солун като място за гимназиите. Драган Цанков застъпва също това становище и предлага да бъде друг град, който да е във вътрешността на Македония и да бъде с чисто български облик.
Шапкарев пристига в Солун на 3 юли 1880 година и заварва българските училища в развалини с общо 17 ученици и няколко по-възрастни, които образуват нещо като I клас. До настъпването на първата учебна година (1880–1881) Солунската община разглежда поставения от Шапкарев въпрос за укрепване на учебното дело и взема решение за откриването на мъжка и девическа гимназия, а протоколът се изпраща за утвърждаване на Екзархията. Шапкарев заминава с него за Цариград и през август 1880 година се завръща обратно в Солун с издадения акт, подписан от екзарх Йосиф I за откриването на двете гимназии. В началото на октомври 1880 година с официален молебен, на който присъстват много българи, гърци и турци са открити учебните занятия в гимназията, разположена в махалата Айринджик. Така през есента на 1880 година със съдействието на Българската община в Солун и на Екзархията е поставено началото на Солунската българска мъжка гимназия „Св. св. Кирил и Методий“. Мъжката гимназия започва с два класа (100 ученици) и четирима учители, а девическата с първи клас (40 ученички) и една учителка.
През декември в 1880 година Кузман Шапкарев получава писмо от Българската екзархия, от архимандрит Козма Пречистанский, в което се оповестява решението на Екзархията през следващата година да се открие в Солун редовна и пълна българска гимназия с пансион. Предложението на Шапкарев среща съпротивата на протосингела на екзарх Йосиф I, прилепчанеца архимандрит Методий Кусев, който предлага учебното средище в Македония да бъде намиращият се в нейния географски център и известен с будното си българско население град Прилеп, и екзархийския секретар Добри Ганчев. През втората учебна година 1881 – 1882 двама новоизпратени от Екзархията учители съобщават на К. Шапкарев, че Екзархията възнамерява да отвори планираната за Солун гимназия в Прилеп. Младите учители пренасят екзархийски писма, включително и до Прилепската община. Това решение е взето от архимандрит Методий Кусев и Добри Ганчев, които по това време управляват Екзархията поради отсъствието на екзарха от България. Въпреки това Кузман Шапкарев задържа писмата и чрез усилена кореспонденция успява да убеди Екзархията гимназията все пак да се отвори в Солун. Въпреки споровете, Кузман Шапкарев и неговите съмишленици успяват да наложат Солун като бъдещ просветен център на българите в Македония. През октомври в 1881 година в Солун пристигат няколко учители заедно с екзархийския секретар Добри Ганчев, за да открият официално гимназията.
В литературата обикновено се приема, че мъжката гимназията е открита през 1880 година, въпреки че самият К. Шапкарев приема за начало следващата година. В началния период на своето съществуване гимназията се подпомага финансово и от правителството на Източна Румелия.

### Развитие и закриване
През първата учебна година функционират само два класа, а през есента на 1881 година се откриват още два. В същата 1881 година на 5 октомври мъжката гимназия се именува на солунските братя Кирил и Методий. Тъй като в началото мъжката гимназия не е пълна, тя се среща често и с името „Солунско главно училище“. Поддържа се от Българската екзархия и от Солунската българска община. Издръжката ѝ се поема основно от доброволните помощи на княз Александър Богориди, на българите в Македония и солунските граждани.
Първата учебна година на гимназиите завършва успешно с публичен акт в присъствието на много българи, граждани от други народности, представители на властта, австрийски и румънски консули и на длъжностно лице при руското посолство в Цариград. Учители в мъжката гимназия през първата година са: Кузман Шапкарев (главен учител), Христо Бучков, Траян Чатлев и Христо Попстоянов.
Солунската община се старае да привлече способен учителски кадър още в началото на следващата учебна година и моли Екзархията учителите, които ще изпраща в Солун да са солидни хора, политически благонадеждни и не по-възрастни от 20–22 години. Опитват се да привлекат К. Поменов за директор, но след отказа му от Цариград препоръчват Божил Райнов, като молят да се съдейства напълно за добрия ход на училището, за да се улесни въздигането на училището в пълна гимназия.
В началото на 1881–1882 се известява за откриване на трети клас в мъжката гимназия с окръжно до общините в Македония, като изискванията са учениците да са здрави, с училищно удостоверение за добър успех и с минимална възраст от 14 години. Записват се 123 ученици в мъжката гимназия в Солун, разпределени в I клас – 63, II клас – 41 и III – 19. Учителите наброяват петима души, заедно с директора Божил Райнов и се изгражда учителски съвет, който е председателстван от Козма Пречистански и е с функциите да следи за спазване на вътрешния ред и да да решава въпросите от педагогически характер.
През 1883–1884 година гимназията е вече IV класна. Изключителни заслуги за издигането авторитета и утвърждаването на Солунската българска мъжка гимназия има Трайко Китанчев, който е избран за председател на педагогическия съвет и заедно с Божил Райнов се старае да организира учебното дело по модерни принципи, съобразно тогавашната педагогика и образование.
Солунската мъжка гимназия става третата пълна гимназия в българските земи в учебната 1885–1886 година след тези в София и Пловдив. През учебната 1886–1887 година гимназията става VII класна и в нея се обучават 129 ученици. Развитието на гимназията продължава и през следващата 1887–1888 година, когато е открито педагогическото отделение с I курс, а следващата учебна година и с II курс. Отделението съществува до учебната 1895–1896 година и дава осем випуска.
При гимназията съществува и метеорологическа станция, която издава „Годишен отчет“ от 1895 до 1911 година.
В навечерието на Илинденско-Преображенското въстание атмосферата в Македония е крайно напрегната, което се отразява и на училищното дело. Турските власти се намесват грубо в живота на солунските гимназии, които са смятани за източник на революционни идеи и средище на борци за освобождение. На 17 ноември 1901 година се провежда внезапна проверка от страна на османските власти в гимназията и са арестувани някои от най-будните ученици. Обикновено арестуваните за изтезавани жестоко и осъждани на тъмничен затвор. Споменава се за инквизиции на задържани ученици и осъждане на затвор в рапорт на гимназията. В такава обстановка учебната 1903–1904 година също минава доста трудно.
Хуриетът от 1908 година също оказва голямо влияние върху учениците в гимназията. В солунските гимназии се сблъскват освободителните идеи с новите социалистически влияния. В рапорт на гимназията се говори, че Солун е наводнен от социалисти, които намират привърженици включително и сред гимназистите. Излизалият по това време в Солун вестник „Народна воля“ настоява Екзархията да се занимава само с духовни дела, а учебното дело да се ръководи от централни тела, избирани от всяка нация.
Мъжката гимназия става осмокласна в учебната 1910–1911 година, като долните три класа са смятани за прогимназиални. Последните учебни години са изключително активни. Учениците достигат бройката 260, като половината са от Кукуш и Солун, а останалите са от различни населени места в Македония.

След Балканската война на 8 юни 1913 година критската гръцка жандармерия нахлува в пансиона на мъжката гимназия, чупи инвентара, отнася по-ценните предмети и паричните спестявания на учениците. Солунската българска мъжка гимназия съществува до 17 юни 1913 година, като на 18 юни вече всички български учебни помещения и пансиони са в гръцки ръце. На тази дата гръцки войски превземат гимназията и убиват учениците Ил. Лютвиев, Д. Велев и П. Шукаров. Училищният инвентар, търговският музей, метеороголическата станция са разграбени. Павел Шатев свидетелства: 
| „ | около 15 000 тома от библиотеките на българските гимназии и училища бидоха разграбени, разхвърляни по улиците, където гръцки тълпи се гавреха със славянската и българската писменост, като ги изгаряха на цели купища. През това време ние лично гледахме това варварско зрелище, как немилостиво и дивашки се хвърляха по улиците ценни книги, отбрани съчинения и редки пергаменти. | “ |

Голяма част от нейните възпитаници стават учители или революционери. Впоследствие мъжката заедно с девическата гимназия се сливат в едно учебно заведение, под името „Струмишка смесена гимназия“. Тя се мести последователно в градовете Струмица (1913-1916), Щип (1916-1918), пак Струмица (1918-1919), Петрич (1919-1920). През 1920 година се установява окончателно в град Горна Джумая (днес Благоевград) в Пиринска Македония, България, където съществува и до днес под името Национална хуманитарна гимназия „Св. св. Кирил и Методий“.

Турската власт гледа на Солунската българска мъжка гимназия като на образцово училище. Турски държавник по този повод в мемоарите си пише:
| „ | Българите в Солун имаха една гимназия с пансион, в която се възпитаваха младежи от всичките краища на Македония, тъй като в града българите бяха съвсем малко...Обаче болшинството от християнското население в Македония бе българско. Патриаршията наистина държеше под свое влияние много български села и почти цялото население смяташе за гърци, обаче то бе българско, говореше български и почти нищо не разбираше от гръцките молитви. Патриаршията всъщност се крепеше на невежествената и фанатизирана маса. Българската гимназия в Солун беше отлично уредена и както турците, тъй и гърците завиждахме...За учители се изпращаха от България способни и даровити преподаватели, които всички имаха един общ национален идеал. Тази гимназия приготовляваше младежи, които се пръскаха във вътрешността и в цялото селско население вдъхваха пак един и същ общ национален идеал. Способни учители турци като пета Сади ефенди, Гюмрукчизааде Фазъл бей, преводчика при училищната инспекция Едхем ефенди преподаваха турски език, който в сравнение с останалите гръцки, еврейски и други училища основно се изучаваше...докато пък турските все още частни училища „Хамидие“, „Фейзе“, „Османи“ едва тогава се уреждаха, организирваха, и то от учители, повикани от Франция и Цариград... | “ |

За всичките 33 години на нейното съществуване се обучават 5820 ученици, от които по-дълго се задържат 5389. С матура завършват 488 ученици. За четирите години на самостоятелното си съществуване Търговската гимназия приема общо 504 ученици, отделно от следвалите преди това в мъжката гимназия 395 ученици. През девическата гимназия преминават общо 5154 ученички, от които се дипломират 648 момичета.
Малка част от архива на гимназията се съхранява в Националната библиотека на Гърция в Атина.

## Учебна дейност
През първото десетилетие след основаването си гимназията се разраства и укрепва. Срокът на обучението в нея общо е 7 години: долен курс – 3 и горен – 4. В нея се изучават математика, химия, физика, история, география, естествена история, литература, педагогика, дидактика, психология, счетоводство, технически дисциплини и други предмети. Въпреки враждебните отношения между българската и гръцката общност в града по това време, гимназията дава и солидни знания по класическата древност. В нея се изучава старогръцки език, както и латински. Преподават се и съвременните езици турски и френски. До 1899 година в гимназията има два отдела – класически и реален.

Учениците в гимназията се приемат с предварителен изпит. От него се освобождават само завършилите Скопското, Битолското и Одринското четвъртокласни училища. В българската мъжка гимназия в Солун се провеждат всяка година годишни изпити на абитуриентите си. Към гимназията е създаден пансион, в който се настаняват ученици от всички краища на Македония. През учебната 1888-1889 година в пансиона са настанени 114 ученици. Някои от по-бедните ученици получават пълна стипендия, други – частична, като плащат 5 или 10 лири годишно, а най-богатите, които са малко, плащат пълна такса от 15 или 20 лири. Устроени са добре обзаведени кабинети по химия и физика, богата библиотека, която налага откриването и на читалня за учениците, ученически оркестър. Един от нейните възпитаници, Павел Шатев описва атмосферата в гимназията по следния начин:
| „ | Докато в скопското четвъртокласно училище съревнованието между учениците бе по-скоро в игрите и приключенията в пансиона или вън от него, тук в Солун, съревнованието между всички ученици беше само в училището… Учениците от горните класове бяха предмет на общо внимание, а те пък от своя страна към учениците от по-долните класове се държаха и отнасяха снизходително, сякаш че бяха назначени и определени за възпитатели. | “ |

 Учителите в гимназията са не само българи, но и турци, руснаци и французи.
Важно е да се отбележи, че метеорологичната станция на гимназията е единствената в Солун и на целия Балкански полуостров и първа в границите на Османската империя. От учебната 1887–1888 до учебната 1895–1896 година към гимназията съществува двегодишен педагогически курс, завършен от 129 ученици, а от 1899–1900 до 1903–1904 година функционира търговски курс, от който се обособява Солунската българска търговска гимназия.
След Младотурската революция от юли 1908 година към гимназията се създава филиал на гимнастическото дружество „Юнак“ с ръководител швейцарският учител Даниел Бланшу, като дружеството в кратки срокове надминава 70 души членове.

## Гимназията в културно-националните борби
Солунската гимназия се откроява като най-значителния център на българското просветно дело в земите, останали след 1878 година в пределите на Османската империя. Тя е център на съпротивата в областта на просветното дело срещу гръцката и сръбска пропаганди в Македония. Определяна като „майка на всички македонски училища“, Солунската гимназия съдейства за създаването на други български училища в Македония – Класическата гимназия в Битоля (където през 1899 година се премества класическият отдел на Солунската гимназия), Педагогическото училище в Скопие, на много класни и начални училища, в които преподават нейни възпитаници.
След учредяване на т. нар. Дружество на сърбо-македонците в Белград, през 1886 година в Солун е изпратен активистът на дружеството Темко Попов. От друга страна ученикът от гимназията Панто Кондов е привлечен в Цариград от Стоян Новакович, където е вербуван за сръбската пропаганда. Попович успява да се внедри на работа като домакин в Българската гимназия и се свързва с Кондович, където започват да пропагандират сърбомакедонизма. Пропагандата им е толкова успешна, че през януари 1887 година в гимназията избухва ученически бунт, в резултат на който група ученици, приемат предложението на сръбския консул да отидат и да учат безплатно на разноските на дружество „Свети Сава“ в Белград. В началото на 1888 година тази група от 19 души, между които и бъдещи революционери от ВМОРО, като Дамян Груев, Димитър Мирчев, Петър Попарсов и др. продължава образованието си във Великата школа в Белград. След като са подложени там на силен натиск за посърбяване с приятелите си вдигат бунт и са изключени. Емигрират групово в България, включително Кондов.
Както и цялото българско общество в Солун, в годините след 1893 година учениците и учителите в гимназията са разделени на два лагера – „революционери“ и „еволюционисти“. Гимназията е един от центровете на борбата между тези две течения. Вижданията на привържениците на еволюционното развитие са свързани със становището на Екзархията за нуждата от продължаване на културно-просветното и икономическо развитие на населението в Македония и Одринско с легални средства. Както отбелязва Павел Шатев, лозунгът на революционерите, които са привърженици на идеите на ВМОРО за подготовка за въоръжена борба с цел извоюването на автономия на Македония, е „Свободата не ще екзарх – иска Караджата“.
В гимназията има създадени структури на ВМОРО. На няколко пъти в нея избухват ученически стачки (подкрепяни от част от учителите) срещу нейното ръководство. Ученическият бунт от 1897 година е едно от значителните събития в историята на гимназията, насочен срещу директора и част от учителите, привърженици на „еволюционистите“. Бунтовете на учениците са по-скоро резултат на спорове между учители или между граждани, разделящи се на „революционери“ и „еволюционисти“, а учениците биват само инструмент за борба на групата на „революционерите“. Повод за стачката от 1897 година е конфликтът между учителите Благой Димитров, член на ВМОРО, и Костадин Ангелов.
От 2 до 4 януари 1903 година в кабинета по физика в гимназията се провеждат заседанията на Солунския конгрес на ВМОРО, на който се взима решение за подготовката на Илинденско-Преображенското въстание. В периода 22-24 април 1910 година в гимназията се провежда Първият общ събор на Българска Матица.
Иван Вазов посвещава на гимназията стихотворението „Посещение на Солунската гимназия“, част от цикъла „Македонски сонети“. Повод за стихотворението е посещението му в гимназията през 1884 година. Ледник Солун на Земя Греъм в Антарктика е наименуван „на Солунската гимназия, българско просветно средище в град Солун в края на 19 и началото на 20 век, понастоящем в град Благоевград“.

## Местоположение днес в Солун
Гимназията е била разположена на адрес, на който съответства днешната улица „Олимпу“ 99, в непосредствена близост до базиликата „Свети Димитър Солунски“. На мястото ѝ има нова училищна сграда, в която са разположени 37 общинско училище и 64 детска градина. На 5 март 2014 година на новата сграда е поставена паметна плоча от солунския кмет Янис Бутарис и българския министър на културата Петър Стоянович.

## Директори, учители и възпитаници
В гимназията преподават изтъкнати български и турски просветни дейци, учени и общественици. За пръв директор се смята Божил Райнов. Кузман Шапкарев ръководи гимназията първата година като главен учител, а втората е назначен за надзирател.

### Директори
В периода от създаването (1880) до последната учебна година в Солун (1912–1913) директори на гимназията са:
- Кузман Шапкарев (1880–1881), главен учител
- Божил Райнов (1881–1883)
- Георги Кандиларов (1883–1887)
- Константин Стателов (1888)[54]
- Начо Начов (1888–1891)
- Димитър Хаджииванов (1891–1892)
- Васил Кънчов (1892–1893)
- Михаил Сарафов (1893–1896)
- Анастас Наумов (1896–1897)
- Атанас Ченгелев (1897–1899)
- Лазар Паяков (1899–1900)
- Георги Раев (1900–1904)
- Христо Тенчев (1904–1907)
- Антон Попстоилов (1907–1909)
- Тодор Дечев (1909–1912)
- Георги Белев (1912–1913)[55]

### Учители
Вижте списъка с учителите в Солунската българска мъжка гимназия. Сред по-известните учители са:
- Васил Кънчов (1888–1891), учител по химия
- Владислав Алексиев (1884–1962), юрист
- Григор Пърличев (1883-1889), писател
- Гьорче Петров (1895–1897), революционер
- Иван Караджов (1875–1934), революционер
- Константин Величков (1890–1891), писател и политик
- Трайко Китанчев (1858 – 1895), общественик, книжовник и революционер
- Андрей Тошев (1867 – 1944), общественик, дипломат, учен, министър-председател

### Възпитаници
Вижте списъка с възпитаниците на Солунската българска мъжка гимназия. Сред по-известните възпитаници са:
- Андрей Ляпчев, политик, министър-председател на България
- Иван Михайлов, дългогодишен лидер на Вътрешната македонска революционна организация
- Борис Сарафов, революционер
- Гоце Делчев, революционер
- Даме Груев, революционер
- Евтим Спространов, книжовник и общественик
- Тодор Александров, революционер
- Владимир Куситасев, революционер